# Gregor Cevc
Gregor Cevc (* 20. Oktober 1951 in Ljubljana, Slowenien) ist ein slowenisch-deutscher Biophysiker. Er forschte am Max-Planck-Institut für biophysikalische Chemie in Göttingen, lehrte an der Universität Essen und der TU München. Mit über 200 Publikationen und einem h-Index ~60 zählt er zu den 2,5 % der weltweit meistzitierten und somit einflussreichsten Forschern auf seinem Gebiet. Er ist Sohn der ehemaligen Direktorin der Nationalgalerie in Ljubljana Anica Cevc und des „Akademikers“ und Kunstgeschichtprofessors Emilijan Cevc.

## Leben und Ausbildung
Cevc studierte an der Universität Ljubljana in Slowenien Technische Physik (1970–1974) sowie Kunstgeschichte (1971–1974) und war außerdem an der Georg-August-Universität Göttingen eingeschrieben. Nach den Postdiplomstudien der Festkörperphysik und Biochemie (MSc 1978), Wehrdienst und einem Auslandsaufenthalt promovierte er 1981 mit der Dissertation über die „Wirkung des polaren Teils von Molekülen auf die Eigenschaften von Lipiddoppelschichten“. 1981 wurde er an den Medizinischen Fakultäten in Ljubljana und 1987 in Essen habilitiert.

## Berufliche Tätigkeit
Nach einigen Jahren (1974–1978) am Josef-Stefan-Institut in Ljubljana und der Medizinischen Fakultät der Universität Ljubljana setzte Cevc seine Forschung an dem Max-Planck-Institut für biophysikalische Chemie in Göttingen (1978–1980) fort. Von Essen, wo er ein neues Forschungslaboratorium aufbaute, wurde er nach München berufen, wo er 1988–2000 hauptberuflich als Professor für Biophysik an der Technischen Universität München lehrte. Auch hier baute er ein neues, interdisziplinäres Forschungslabor an der Medizinischen Fakultät auf, in dem er fast 50 Diplom-, Master- und Doktorarbeiten auf den Gebieten der Physik, Chemie, Pharmazie, Biologie, Veterinärmedizin und Medizin betreute. Seine Schwerpunkte waren Membranforschung und Entwicklung von innovativen Arzneimitteln auf nanotechnologischer Basis. Er beschrieb z. B. als Erster die auch von anderen untersuchte Wirkstoffträger PEGylierung und gezielte Wirkstoffübertragung mit solchen Trägern; heute wird PEGylierung u. a. in Arzneimitteln und mRNA-Vakzinen eingesetzt. Er erfand außerdem selbstregulierende, besonders deformierbare Lipidvesikel, die Barrieren, wie z. B. Haut, durchdringen und dabei Nutzstoffe transportieren können. Mit solchen Trägern lassen sich Wirkstoffe gezielt in periphere Teile eines Körpers transportieren, wo sie dann auch länger verweilen und therapeutisch wirken können. Dafür verband er biochemische und biophysikalische Forschung mit den biologischen, immunologischen und medizinischen Untersuchungen. Für mehrere praktische Anwendung davon wurden Cevc über 100 Patente erteilt. Im Jahr 1993 gründete er in München eines der ersten deutschen Biotechnologieunternehmen (Innovative Dermale Applikationen GmbH, später IDEA AG). Zwischen 1998 und 2010 leitete er das Unternehmen als Vorstandsvorsitzender. Außerdem mitbegründete er (bzw. die IDEA AG) die Fachvereinigung Bio Deutschland.  Seit 2010 ist Cevc im Rahmen des Advanced Treatments Institute Netzwerks tätig.
Gregor Cevc ist oder war für knapp ein Dutzend von nationalen und internationalen Forschungsorganisationen sowie für mehr als dreißig führende internationale Fachzeitschriften als Gutachter tätig; für einige davon arbeitete er auch als wissenschaftlicher Redakteur (Editorial Board Member). Mit dem Buch über die Phospholipiddoppelschichten („Phospholipid Bilayers“, Wiley & Sons, New York, 1987), welches er gemeinsam mit Derek Marsh schrieb, leistete Cevc vielbeachtete Pionierarbeit auf dem Gebiet der theoretischen Membranforschung. Später gab er noch zwei lipidbezogene wissenschaftliche Bände heraus (einschließlich des "Phospholipids Handbook", M. Dekker, New York, 1993), die er teilweise mitverfasste. Cevc ist einer der führenden Experten auf den Gebieten der Biophysik sowie der medizinischen und pharmazeutischen Forschung.

## Auszeichnungen
- 1984 Kidrič-Preis
- 1985 Alken-Preis[9]
- 2016 Wissenschaftlicher Botschafter der Republik Slowenien

## Wichtigste Publikationen
- über 200 Arbeiten in wissenschaftlichen Zeitschriften[1][3]
- Phospholipid Bilayers. Physical Principles and Models (Autor, mit Derek Marsh), John Wiley & Sons Ltd., New York, 442 Seiten, 1987
- Phospholipids Handbook (Herausgeber und Mitautor), Marcel Dekker, Inc., New York, 1004 Seiten, 1993.
- Phospholipids: Characterization, Metabolism and Novel Biological Applications (Herausgeber, mit Fritz Paltauf, und Mitautor) AOCS Press, Champain, IL,1995.